# 最高裁判所長官公邸
最高裁判所長官公邸（さいこうさいばんしょちょうかんこうてい）は、日本の最高裁判所長官の公邸。

## 概要
現在の最高裁判所長官公邸は、1928年（昭和3年）に富山県の北前船廻船問屋として巨万の富を築いた馬場家の牛込邸として吉田鉄郎の設計により建築されたものである。1947年（昭和22年）から最高裁判所長官公邸として使用されている。建設費は40万円（当時）。
築80年以上が経過して近年では老朽化が指摘されていたが、2011年（平成23年）の東日本大震災によって倒壊の危険性が増大し、使用を停止。当時入居していた最高裁判所長官の竹﨑博允は特別措置として同年8月に最高裁判所判事官舎に引越した。使用停止中の2014年（平成26年）、重要文化財に指定された。
その後、公邸のうち重要文化財に指定された箇所に耐震補強を施し、重要文化財の指定外部分を解体。さらに現代の生活様式に合わせた形で長官の居住スペースを増築すると共に通信ネットワーク環境が整備された。これらの総工費は4億5,000万円とされ、2021年（令和3年）5月に完成。当時の最高裁判所長官である大谷直人が公邸改修後の最初の居住者となった。

## ギャラリー
- 改修工事中の門扉（2017年9月撮影）
- 改修工事中の玄関前（2016年10月撮影）
- 南西角より南側を見る（2016年10月撮影）
- 南西角より南面を見る（2016年10月撮影）
- 南東角より南面を見る（2016年10月撮影）

### 補足
1. ↑  公邸改修前の情報。改修後の増築部分を含む構造等については公表されておらす不明。
2. ↑  公邸改修前の情報。改修後の増築部分を含む面積等については公表されておらす不明。
3. ↑  2021年（令和3年）5月に増改築が竣工